# 4407 Тайхаку
4407 Тайхаку (4407 Taihaku) — астероїд головного поясу, відкритий 13 жовтня 1988 року.
Тіссеранів параметр щодо Юпітера — 3,355.
Названо на честь Тайхаку (яп. たいはく(太白) тайхаку).